# Теодорих I (король Австразии)
Теодорих I (около 485 — 533/534) — правивший в Реймсе и Меце (будущая Австразия) в 511—533/534 годах король франков из династии Меровингов.

## Биография

### Исторические источники
Главным биографом Теодориха I является Григорий Турский, епископ города Тура. И летописец Фредегар, записавший свою «Хронику» в VII веке, и анонимный автор «Книги истории франков», живший в VIII веке, в основном повторяют Григория Турского, не делая значительных отступлений от его текста. Также некоторые сведения о Теодорихе можно почерпнуть у Видукинда Корвейского в труде «Деяния саксов», в частности, там рассказывается о взаимоотношениях Теодориха с тюрингами и саксами. О том же, но в более сжатой форме, повествуют и Кведлинбургские анналы. Имя Теодорих состоит из двух частей — корней theut (то есть «народ», «люди») и ric (что переводится как «вождь», «король»); то есть «Теодорих» на франкском языке означает «Король народа».

### Происхождение Теодориха
Теодорих I — старший сын короля Хлодвига I. Мать Теодориха, нигде не названную по имени, Григорий Турский и другие летописцы считают наложницей, хотя более вероятно, что она была дочерью кого-либо из франкских королей, наиболее вероятно короля рипуарских франков с резиденцией в Кёльне Сигиберта Хромого. В глазах христианских священников и монахов, которые в те времена писали свои хроники, брак, не освящённый церковью, был недействителен, и поэтому они называют её наложницей, а её сына Теодориха признают незаконнорождённым. Однако, судя по тому, что Теодорих, как старший сын, получил долю в отцовском наследстве чуть ли не большую по сравнению со своими единокровными братьями, говорит о том, что в глазах франков он был вполне законным сыном. Судя по тому, что именно Теодориху достались земли рипуарских франков, его мать должна была относиться к правящему дому королей именно этих рейнских франков.

### Королевство Теодориха I

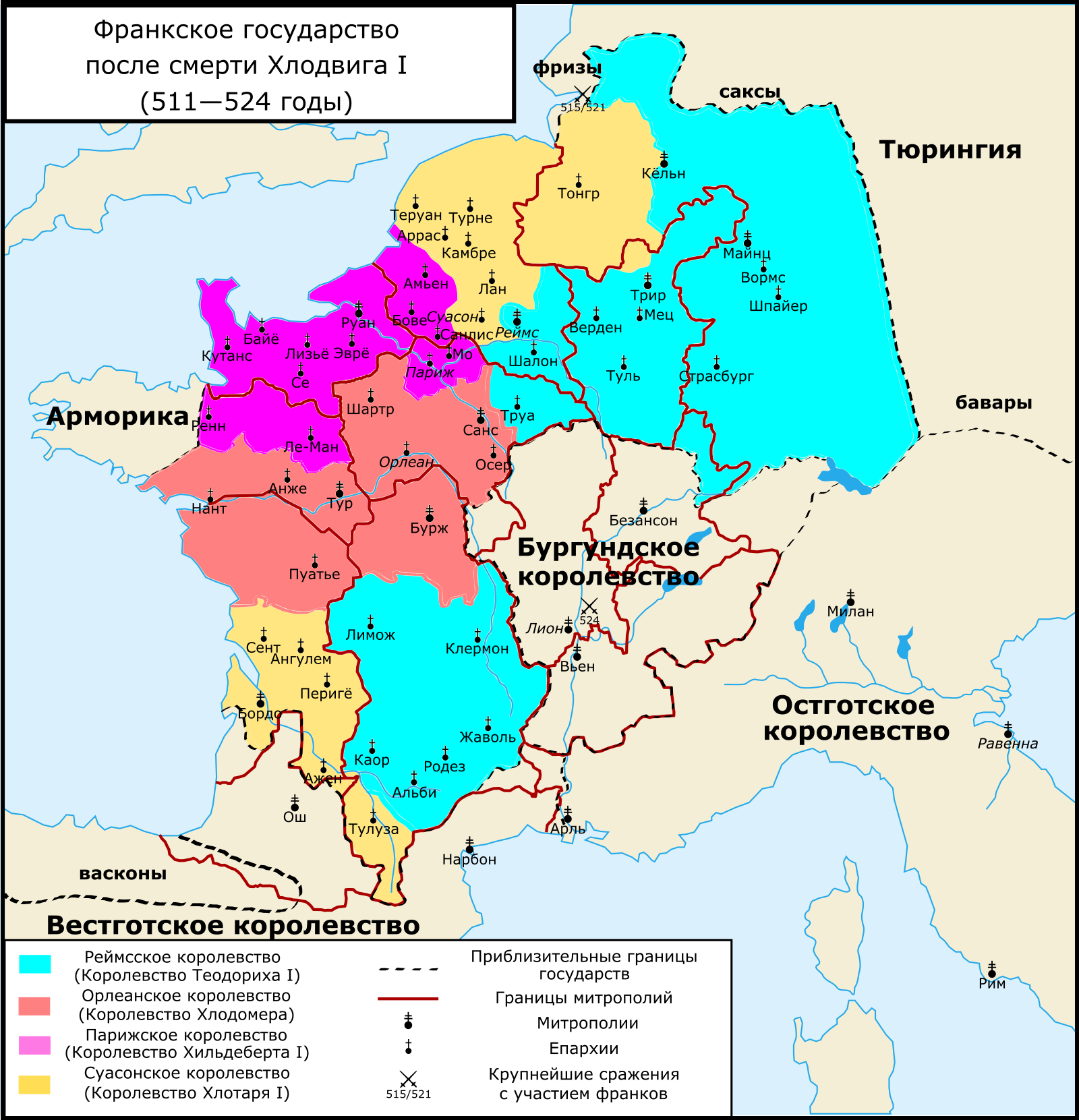
Франкское государство после смерти Хлодвига I (511—524 годы)

Теодорих, единственный из сыновей Хлодвига, при жизни отца уже достиг совершеннолетия и даже командовал войсками в 507 — 508 годах в войне с вестготами. Под его руководством франки заняли Овернь, а также захватили города Альби и Родез.
После смерти Хлодвига I в 511 году Франкское королевство было поделено на четыре части между его сыновьями: Теодорихом, Хлодомиром, Хильдебертом I и Хлотарем I. Теодорих получил около трети королевства, а остальные земли были поделены примерно на равные части между его братьями.
В состав королевства Теодориха входили следующие земли: старые рипуарские области к востоку от Рейна, земли по Рейну и Мозелю, области по верхнему течению Мааса с городами Туль и Верден, а также округа Базель, Шалон и Реймс. Границы владений братьев в Аквитании не могут быть точно установлены. Известно только, что Овернь принадлежала Теодориху. Также он, вероятно, сохранил за собой города Альби и Родез, захваченные им в ходе войны с вестготами. Его столицей был сначала Реймс, а затем Мец.

### Отражение нападения данов

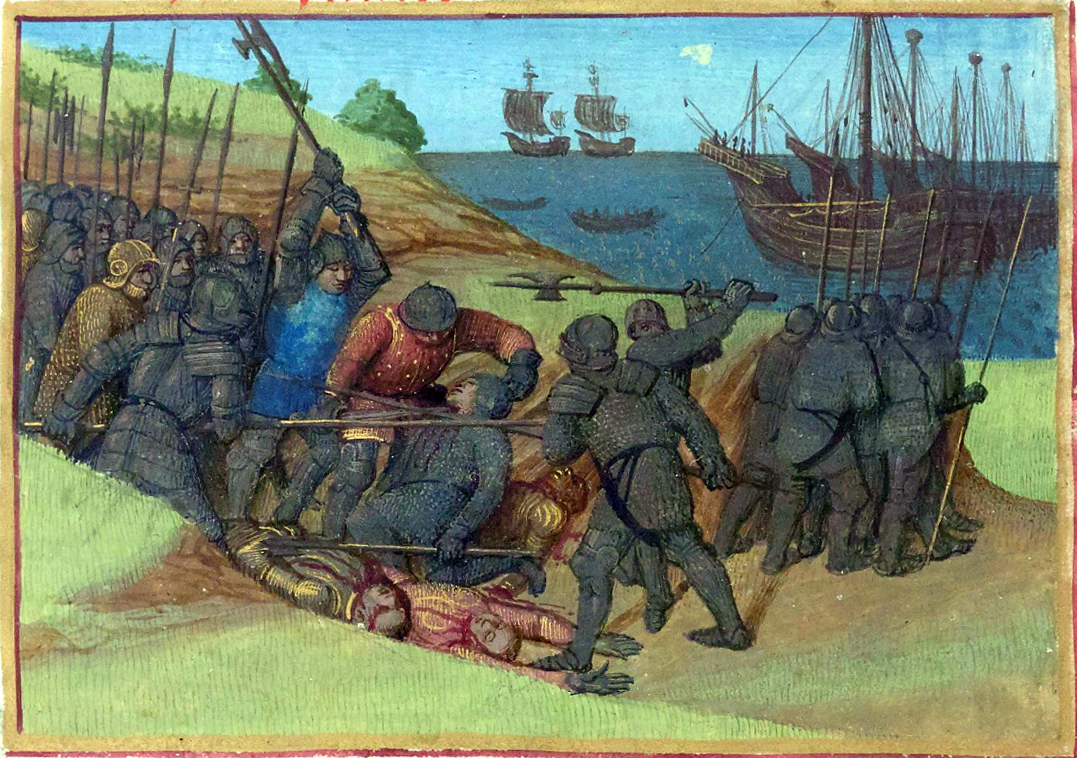
Битва франков и данов. Армия Теодориха, возглавляемая его сыном Теодебертом I, отражает захватчиков данов и обращает их в бегство. На горизонте видны два уже отчаливших судна. Миниатюра Жана Фуке из Больших французских хроник. Около 1455—1460. Департамент Манускриптов. Париж

В правление Теодориха на его государство напал народ северных мореплавателей данов. Их король Хохилайх проплыл со своими воинами вверх по Рейну и разорил округ хаттуариев. Сын Теодориха Теодеберт вышел с войском навстречу пришельцам и после успешного сражения отобрал у них захваченную добычу и пленных. Хохилайх пал в сражении. Этот Хохилайх, о котором рассказывает Григорий Турский, несомненно тождественен королю гаутов Хигелаку, упоминаемому в англосаксонском эпосе о Беовульфе. Там рассказывается о гибели Хигелака, напавшего со своей дружиной на франков и потерпевшего от них поражение. Вместе с Хигелаком в бою погиб и его сын Хердред. К сожалению, в «Беовульфе» нет подробностей о франках, Теодорихе и его сыне Теодоберте, победившем данов.
Григорий Турский, рассказывая об этом набеге данов, по своему обыкновению, не приводит никаких дат. Большинство историков датируют это событие 515 годом. Однако, существует и датировка 521 годом, что кажется предпочтительнее, так как сын короля Теодеберт, родившийся около 503 года, вряд ли мог руководить отражением вторжения в столь юном возрасте.

### Война в Бургундии
В 524 году Теодорих вместе с единокровным братом Хлодомиром вёл войну с королём бургундов Годомаром II, несмотря на то, что был женат на племяннице Годомара. После того как Хлодомир пал, сражаясь с бургундами около Везеронса, его родные братья Хильдеберт I и Хлотарь I убили двух из трёх его малолетних сыновей и поделили его королевство. Теодорих поначалу остался в стороне от устроенной братьями резни, но немного позже потребовал свою долю в наследстве убитого брата и получил области Труа, Санс, Оксер и Лимож.

### Война в Тюрингии
С начала VI века захватнические устремления франков были направлены в первую очередь на королевство тюрингов, находившееся между Эльбой и Дунаем. Однако при жизни остготского короля Теодориха Великого, на племяннице которого Амалаберге был женат король тюрингов Герменефред, франки опасались напасть на состоявших в союзе с остготами тюрингов.
Тюрингия в то время была поделена между братьями Герменефредом, Бадерихом и Бертахаром. О том, какой частью королевства тюрингов владел каждый из братьев, и в какой зависимости был один к другому — ничего не известно. Между тем Герменефред в 525 году убил своего брата Бертахара и захватил его владения.
Затем в 529 году король тюрингов заключил союз с Теодорихом I против другого своего брата, Бадериха, обещав королю франков половину королевства брата: «Если ты убьёшь его, мы поровну поделим его королевство». Теодорих выступил в поход, потерпевший поражение Бадерих был убит и Теодорих вернулся в своё королевство. Однако Герменефред не отдал ему обещанного, чем вызвал открытую вражду Теодориха.

### Покорение Тюрингии

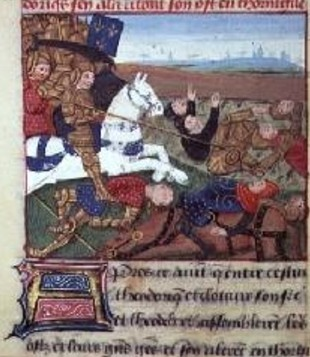
Теодорих I в Тюрингии. Пергамент. «Хроника королей Франции», XV век. Музей Конде, Шантийи, Франция

В 531 году Теодорих I, помня о вероломстве короля тюрингов Герменефреда, призвал на помощь своего брата Хлотаря I, и сообща они выступили против короля тюрингов. В произошедшей вблизи реки Унструт битве, тюрингам сначала удалось завлечь франков в засаду. На равнине, где должна была состояться битва, они вырыли рвы, прикрыв их дёрном с густой травой, создавая видимость ровного поля. Когда началось сражение, в эти рвы попадало много франкских всадников. Однако франки, пользуясь численным превосходством, всё же одолели, и тюринги бросились бежать к реке Унструт. Там произошла такая резня бегущих, что русло реки запрудила груда трупов. Франки по трупам перебрались, как по мосту, на другой берег. Поэт Венанций Фортунат посвятил этому избиению тюрингов поэму под названием «De excidio Thoringiae» («О гибели Тюрингии»).
Герменефред бежал в крепость Скитинг (совр. Бургшайдунген). Однако затем короли франков перессорились из-за того, что Теодорих I замыслил убить своего брата Хлотаря I. Тайно подготовив вооружённых людей, он пригласил брата к себе якобы для тайных переговоров. Вооружённые люди скрывались за занавесом, но Хлотарь заметил их ноги. Таким образом заговор провалился. Желая замять дело, Теодорих подарил Хлотарю большое серебряное блюдо, но потом, снедаемый жадностью, послал своего сына Теодеберта, сопровождавшего отца в походе, забрать блюдо обратно. Хлотарь вернул блюдо, отказался от продолжения войны и ушёл домой.
Тогда Теодорих призвал на помощь саксов, и те послали ему 9-тысячное войско. Вместе с ними он осадил Скитинг, где с остатками своей дружины укрывался Герменефред. Первый штурм не принёс победы ни одной из сторон. Теодорих тайно от саксов вступил в переговоры с Герменефредом и достиг с ним соглашения о том, что тюринги признают над собой верховную власть королей франков, и что оба короля нападут на саксов, опасных для них обоих. Однако, когда саксы узнали о переговорах, они в ночь на 1 октября 531 года внезапно напали на крепость, захватили её и перебили большинство находившихся там тюрингов.
Герменефред бежал в отдалённые области Тюрингии, но затем вернулся, поверив обещаниям Теодориха. Франкский король осыпал его подарками, но однажды, когда они беседовали на крепостной стене города Тольбиака (Цюльпиха), кто-то столкнул Герменефреда со стены, тот упал и разбился насмерть. Очевидно, здесь не обошлось без коварства Теодориха.
Франки завладели всей Тюрингией, за исключением части королевства, лежавшей к северу от реки Унструт, которую подчинили саксы. Это было концом Королевства Тюрингия.

### Борьба за Овернь

Камея с изображением Теодориха I в профиль

В 531 году, когда король Теодорих был занят по ту сторону Рейна войной с тюрингами, и даже распространился слух о его смерти на этой войне, произошло восстание галло-римского населения Оверни против Теодориха. Во главе восставших стоял Аркадий, внук поэта и писателя поздней Римской империи Сидония Аполлинария. Аркадий хотел, чтобы Овернь отошла к Хильдеберту I. Быть может, он и его соратники надеялись на то, что Овернь сможет в ходе борьбы обоих братьев обрести большую политическую самостоятельность. Как бы то ни было, Аркадий поспешил отправить в Париж, столицу Хильдеберта, вестников с предложением овладеть страной. Хильдеберт собрал армию и немедленно отправился в путь. Он подошёл к подножию горы, на которой стоял город овернцев, ныне Клермон, но нашёл ворота запертыми. Казалось, жители боялись попасться, если слух о смерти Теодориха окажется ложным, а может быть, они искали случая совершенно освободиться от власти франков. Но Аркадий, при помощи своих сторонников сломал запоры ворот и впустил франков. По взятии столицы остальная страна не замедлила подчиниться Хильдеберту, но подчинение это было весьма шатко, и состояло в клятве быть верными и в выдаче нескольких заложников.
Пока всё это устраивалось, пришло известие, что Теодорих возвращается победителем с войны против тюрингов. При этой новости Хильдеберт, оставив слабый гарнизон в столице Оверни, поспешил в Париж, опасаясь нападения на собственные владения. Но прошло два года, а король Теодорих не сделал никаких попыток к возвращению городов, которые перестали признавать его власть над собой. Страна оставалась формально подчинённой королю Хильдеберту, но была управляема галло-римлянами от его имени, а именно партией Аркадия, который, вероятно, достиг тогда всех почестей, составлявших цель его интриг.

### Война с вестготами
В начале 530-х годов между франками и вестготами начались военные действия. Вестготам удалось после смерти Хлодвига I постепенно вновь расширить свою территорию к северу от Пиренеев. Чтобы вернуть утраченные территории, франкские короли Теодорих и Хлотарь в 532 году послали своих старших сыновей Теодеберта и Гунтара. Гунтар дошёл до Родеза и, неизвестно почему, повернул обратно. Теодоберт же продвинулся до Безье, захватил крепость Дио и разграбил её. Затем он направил послов в другую крепость, называемую Кабриер (лат. Capraria, букв. «Козий») сказать жителям, что если они не сдадутся, то вся эта местность будет предана огню и всех оставшихся там пленят. А в то время там жила одна матрона по имени Деотерия, весьма дельная и умная женщина, муж которой ушёл из дома и скончался в городе Безье. Она направила к королю послов с признанием власти франков. Тогда Теодоберт подошёл к крепости и с миром вошёл в неё, и когда он увидел, что народ ему покорился, он не причинил там никакого зла. А Деотерия вышла к нему навстречу, а он, увидев, что она красива, воспылал к ней любовью и стал с ней жить.

### Взятие Клермона
Между тем, Хлотарь и Хильдеберт, по возвращении своём из Испании, вознамерились напасть на Бургундию (532 год). Они пригласили и Теодориха, но тот отказался. Однако франки, повиновавшиеся ему, объявили: «Если ты откажешься идти на Бургундию с братьями, то мы тебя оставим и пойдём за ними». Теодорих же, помня неверность жителей Оверни, отвечал им: «Пойдёмте в Клермон, и я приведу вас в страну, где вы найдёте золота и серебра сколько захотите, заберёте стада, рабов и одежд в изобилии». И в то время, когда его братья воевали в Бургундии, Теодорих выступил из своей столицы Меца в поход на Овернь.
Лишь только солдаты короля Теодориха ступили на богатые равнины Нижней Оверни, они начали грабить и разрушать, не щадя ни церквей, ни других святых мест. Плодоносные деревья были срублены и дома опустошены до основания. Франки осадили, наконец, и Клермон, жители которого, видя с высоты стен грабежи и пожары в окрестностях, решили под руководством своего епископа Квинциана сопротивляться до последней возможности. Но, несмотря на все усилия, жители Клермона не могли долго выстоять против многочисленной и жаждавшей добычи армии: город был взят и разграблен. Король в своём гневе хотел сравнять и стены с землёй, но в следующую ночь после отдания этого приказа Теодорих испытал во время сна припадок сомнамбулизма; он встал с постели и, побежав, сам не зная куда, был остановлен своей стражей, которая убеждала его оградиться крёстным знамением. Этого обстоятельства было достаточно, чтобы расположить короля к милосердию: он пощадил город и запретил грабёж на 8 миль (12,8 км) в окружности; правда, когда вышло такое запрещение, более уже нечего было грабить.

### Разорение Оверни
Овладев столицей Оверни, Теодорих начал нападать по очереди на все укреплённые места, где жители заперлись со всем, что они имели драгоценного. Он сжёг замок Тигерн (ныне fr:Thiers (Puy-de-Dôme)), где находилась деревянная церковь, сгоревшая от пожара. В неприступной крепости Ловолотре (ныне Воллор), куда франки проникли вследствие измены раба, они разрубили на куски, у подножия самого алтаря, священника Прокула, саму крепость разрушили, а жителей увели в плен. Город Бриват (Бриуд) был разграблен, а церковь Святого Иулиана опустошена, несмотря на многие чудеса, слух о которых, впрочем, заставил Теодориха возвратить часть добычи и наказать тех солдат, которые нарушили уважение к святыне. В Ициодоре знаменитый монастырь был обращён, по выражению современников, в пустыню. Замок Марлак (Мерлиак) долго сопротивлялся; это место было укреплено самой природой: его окружали отвесные скалы, и внутри его стен били из земли источники. Франки уже отчаялись овладеть этим местом, как неожиданный случай передал в их руки 50 человек гарнизона, вышедших на фуражировку. Они подвели связанных пленных к укреплениям города и дали знать, что они умертвят их на месте, если не будет сдан замок. Любовь к землякам и родственникам побудила защитников Мерлиака открыть ворота и заплатить выкуп по одному триенсу (золотая монета, весившая 1,52 г) за каждого схваченного.
По срытии всех укреплений и по разделении добычи, длинные ряды повозок и пленников, окружённые франкскими солдатами, потянулись из Оверни на север Галлии. Людей всех состояний, духовных и светских, среди которых особенно много было детей, юношей и девиц, франки продавали во всех местах, через которые они проходили. Что касается Аркадия, вероломство которого причинило стране такое разорение, то он при первом слухе о вторжении франков, бросив на произвол судьбы в Клермоне свою мать Плацидину и сестру отца Алциму, бежал из города и укрылся в Бурже, на земле своего покровителя Хильдеберта. Обе же женщины, по завоевании страны франками, были схвачены в окрестностях города Каора, лишены своего имущества и осуждены на изгнание. Теодорих пытался установить с Хильдебертом мирные отношения и заключил с ним договор о ненападении, подкреплённый обеими сторонами передачей многочисленных заложников из сенаторских домов. Однако, несмотря на это, избежать конфликтов не удалось, и заложники стали крепостными.
Покидая Клермон, Теодорих оставил в нём для охраны своего родственника Сигивальда. Однако этот Сигивальд совершал там много злодеяний. А именно: он и сам отбирал имущество у разных лиц, и слуги его постоянно совершали кражи, убийства, набеги и различного рода преступления; и никто в их присутствии не смел и пикнуть. Раздражённый этим Теодорих в 533 году убил мечом Сигивальда и тайно послал сыну Теодеберту письмо, предлагая ему убить Сигивальда, сына Сигивальда, который тогда находился у Теодоберта. Но Теодоберт не захотел его убивать, так как приходился последнему крёстным отцом. Письмо же, присланное ему отцом, он дал прочитать самому Сигивальду, и предложил тому бежать, что Сигивальд и сделал, укрывшись в Италии.

### Подавление восстания Мундериха

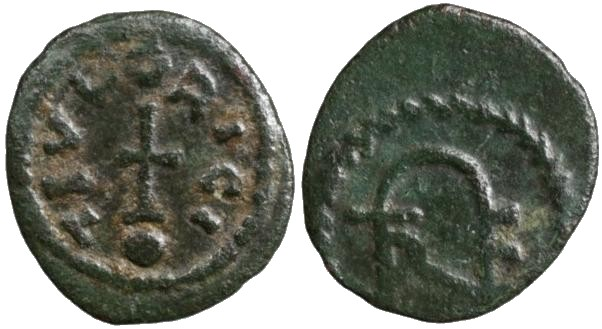
Бронзовая монета Теодориха I

Между тем некий Мундерих, который выдавал себя за королевского родственника, собрал вокруг себя толпу сторонников и объявил себя королём. Согласно «Житию святого Гундульфа» (XII век), этот Мундерих был сыном Хлодериха, убившего по наущению Хлодвига I своего отца, короля рипуарских франков Сигиберта Хромого. После чего Хлодвиг послал убийц, которые умертвили самого Хлодериха, а его королевство присвоил себе. Мундерих, видимо, в то время находился в юном возрасте и не мог помешать этому. Достигнув зрелости, он, вероятно, решил отвоевать своё королевство у сына Хлодвига Теодориха.
Теодорих послал войско, чтобы силой захватить Мундериха и наказать его. Узнав об этом, Мундерих, не имея сил для защиты, укрылся со всем своим имуществом в стенах крепости Витри и постарался там укрепиться со всеми теми, кого он уговорил присоединиться к нему. Войско Теодориха, окружив крепость, осаждало её в течение семи дней, однако, оно не имело никакого успеха. Тогда король послал одного из своих людей по имени Арегизил к Мундериху с обещанием простить последнего, если он добровольно сдастся. Арегизил, положив руки на священный алтарь, поклялся в том, что Мундерих по выходе из крепости останется невредимым. Поверив ему, Мундерих со своими людьми вышел за ворота, но тут же был атакован воинами Арегизила. Перед тем, как пасть в неравной битве, Мундерих и его люди сразили как самого Арегизила, так и многих из его солдат. Имущество Мундериха отошло казне.
В целях налаживания добрососедских отношений, наметился брак между сыном Теодориха Теодебертом и дочерью короля лангобардов Вахо Визигардой.
Умер Теодорих после тяжёлой болезни в конце 533 или начале 534 года, на 23-м году своего правления. Из всех сыновей Хлодвига Теодорих был самым деятельным и энергичным. История этого периода явила нам Теодориха и его сына Теодоберта более чётко очерченными, чем сыновей Хлодвига от Клотильды. И не случайно Теодорих, кроме «Истории» Григория Турского, попадает также и в «Хронику» Фредегара и в «Историю саксов» Видукинда.

### Жёны и дети
- предположительно, с 502 года[28] — предположительно, Эстер Вестготская, дочь Алариха II, короля вестготов. Она упоминается только в поздних генеалогиях (начиная с XVII века), которые в качестве подтверждения её существования ссылаются исключительно на мнение историка начала этого века Обера ле Мира. К тому же, уже в XVIII веке это мнение подвергалось сомнению как не основанное на каких-либо достоверных источниках. Однако надо учесть тот факт, что сын Теодориха Теодеберт во время правления отца был уже взрослым мужчиной и никак не мог быть рождённым бургундской принцессой, на которой Теодорих женился уже в середине своего правления (приблизительно в 522 году). Значит, разумно предположить, что до брака с Суавеготой Бургундской у Теодориха уже была первая жена (или хотя бы наложница), которая и родила ему наследника престола Теодеберта. Известно также, что где-то около 502 года Хлодвиг I и Аларих II заключили договор о признании границ[29], и очень даже вероятно, что этот договор был скреплён браком между старшим сыном Хлодвига и дочерью вестготского короля. Но к этому мнению надо относиться осторожно, так как оно не подтверждается данными первоисточников.
  - Теодеберт I (около 503—548) — король Австразии
- предположительно, с 522 года[30] — предположительно, Суавегота Бургундская. Григорий Турский в своей «Истории франков» повествует, что Теодорих взял в жёны дочь короля Бургундии Сигизмунда, однако не называет её по имени[31]. Всеобъемлющий справочник по генеалогии, так называемый Europäische Stammtafeln утверждает, что жену Теодориха звали Суавегота (ум. 566). Предположительно, это мнение основано на упоминании Суавеготы франкским историком и хронистом X века Флодоардом в «Истории Реймсской церкви». Этот источник сообщает, что «королева Суавегота» завещала одну треть «ville Virisiaci» (совр. Верзи) церкви Реймса во времена епископа Мапина, с правом присвоения доходов от него (так называемый узуфрукт) в пользу «вышеупомянутой королевы дочери, Теодехильды», добавляя, что последняя позже подтвердила пожертвование во времена епископа Эгидия. Идентификация королевы Суавеготы как жены короля Теодориха зависит от идентификации Теодехильды как их дочери, каковая идентификация остаётся до конца неопределённой. Поэтому не может быть окончательно установлена связь между Суавеготой, упоминаемой Флодоардом, и дочерью короля Бургундии Сигизмунда, упоминаемой Григорием Турским. Тем не менее, хронология соответствует такой связи; епископство Мапина датируется около 536—560 годов, а Эгидия — около 560—590. Ещё один факт, способствующий такому отождествлению, заключается в следующем: как известно, первой женой Сигизмунда была дочь короля остготов Теодориха Великого Острогота[32]. Наличие в именах Суавеготы и Остроготы одного корня «гота», указывающего на их готское происхождение, вполне может подтверждать, что Суавегота была дочерью Сигизмунда и Остроготы.
  - предположительно, дочь Теодехильда. Прокопий Кесарийский пишет, что «некий муж, по имени Гермегискл, правил варнами» и «он взял себе в законные жёны сестру франкского короля Теодеберта, так как недавно у него умерла его прежняя жена». Сын Гермегискла от первого брака Радигис позже, после смерти своего отца, женился на своей собственной мачехе. Впоследствии «он отпустил от себя сестру Теодеберта и женился на бриттийке»[33]. Сообщение Прокопия служит явным доказательством, что у Теодеберта была сестра, а у Теодориха, соответственно, дочь. Возможно, эту его дочь звали Теодехильда. Помимо «Истории Реймской Церкви» Флодоарда, где Теодехильда, как уже говорилось выше, названа дочерью королевы Суавеготы, имя Теодехильды упоминается также ещё в двух источниках. Венанций Фортунат в конце VI века написал эпитафию для «королевы Теодехильды», сообщая, что «брат, отец, супруг, дед и предки» последней были «королевского происхождения». Григорий Турский, в одной из своих малоизвестных работ, отмечает возвращение трибуна Нуннина из Оверни и прибытие в Осер «во времена … королевы Теодехильды» после того, как он отдал дань, которую собрал с франков, той же самой королеве. (Указание на Осер может предполагать, что Теодехильда, после того как она побывала замужем за двумя королями варнов, уехала жить в Бургундию, где в то время правил король Гунтрамн.) 
Вероятно, что все эти три источника ссылаются на одну и ту же персону; единственное упоминание персоны с таким же именем для второй половины VI века относится к конкубине короля Хариберта I, которая была дочерью пастуха и вряд ли могла удостоиться у своих современников именоваться королевой. Немногие персоны были названы в современных им источниках королевами, что значительно ограничивает возможность случайных совпадений. Тем не менее, ни один из этих источников прямо не говорит, что Теодехильда была дочерью короля Теодориха. Однако, общее употребление корня «Теоде-» в первой части обоих имён может служить доводом в пользу близкого родства. Остаётся ещё одна возможная ниточка, чтобы отследить дальнейшее. Кристиан Сеттипани указывает, что её племянник, король Теодебальд, унаследовал престол в 547 году «при регентстве своей тёти Теодехильды». Тем не менее, этот автор не приводит ссылок на источники, на которых он основывается. Следовательно, в настоящее время невозможно проверить, содержится ли в этих первоисточниках решающая связь между фразой «его тётя» и именем «Теодехильда».